# The Dreaming (альбом Monsta X)
The Dreaming — девятый студийный и второй англоязычный альбом южнокорейского хип-хоп бойз-бэнда Monsta X. Альбом вышел 10 декабря 2021 года на лейбле Intertwine совместно с лейблом Starship Entertaiment.
Из альбома было выпущено два сингла «One Day» и «You Problem» к синглам были сняты экранизации в виде клипов. В качестве продвижения группа устроила тур по городам США и Канады. И выпустила фильм под названием Monsta X: The Dreaming.
Альбом содержит 10 композиций. Записан в жанре поп, но рецензенты отмечают такие жанры как инди-поп, синти-поп, EDM, рок, диско и нью-джек-свинг. Пластинка попала на двадцать первое место в чарте Billboard 200 и на третье место в чартах Top Current Album Sales, Independent Albums, Top Album Sales, а также достиг 11 места в чарте iTunes Worldwide. В целом пластинка получила положительные отзывы от критиков.

## Предыстория
После выхода дебютного английского альбома группы All About Luv в июне 2020 года Им Чангюн на интервью Forbes поделился тем, что группа может выпустить ещё один английский альбом в третьем квартале 2020 года:

 I.M: И может быть, мы выпустим новый альбом на английском языке. И мы надеемся, что ситуация с коронавирусом улучшится как можно скорее, чтобы мы могли пойти и встретиться с некоторыми людьми. И особенно мы очень хотим дать концерт в разных странах, в США, Европе или Южной Америке
Хью Макинтайр: Вы сказали, что в этом году у вас выйдет два альбома?
I.M: Это просто моя мысль. Я не совсем уверен в этом. Думаю, я просто говорю свой список желаний.
Оригинальный текст (англ.)I.M: And maybe we can release a new English album, too. And we hope this coronavirus situation can get well as soon as possible, so we can go around and meet some people. And especially, we really want to have a concert in different countries, in the United States or Europe or South America.

Hugh McIntyre: Did you say you have two albums coming this year?

I.M: It's just my thought. I'm not really sure about it. I think I'm just saying my wishlist.

## Выход и продвижение
17 июня 2021 года было объявлено, что Monsta X работает над вторым английским альбомом. 1 сентября в официальном Twitter-аккаунте Monsta X был опубликован твит, где была фотография с надписью «Wish you the best with somebody new, But they’ll never love ya like I do», надпись являлась строчками из сингла «One Day». 9 сентября группа представила тизер к экранизации, а 10 сентября вышла сама композиция. После выхода сингла группа начала продвигаться на различных музыкальных шоу, группа выступила 11 сентября на мероприятии MTV Fresh Out, 15 октября на мероприятии K-Pop World Festival. Также песня дебютировала в чарте iTunes в 31 стране мира.
Несмотря на выпуск английских синглов, группа также продвигалась в Корее со своим альбомом No Limit, вышедший 19 ноября. В частности с синглом «Rush Hour» группа продвигалась на корейских музыкальных шоу, победив на 5 из них.
За два дня до выхода альбома, 8 декабря вышел музыкальный и документальный фильм Monsta X: The Dreaming, в котором было показано интервью с каждым участником группы, выступление и ранее не публиковавшиеся видео с ними. 10 декабря вышел видеоклип на песню «You Problem». Уже после выхода альбома, 13 декабря на американском утреннем шоу группа спела первый сингл из альбома «One Day» Good Morning America. 28 июня 2022 года был выпущен клип к песне из альбома «Whispers in the Dark».

## Запись и тематика композиций
Официальным жанром альбома является поп. Рецензенты замечали в треках такие жанры, как синти-поп, диско, инди-поп и EDM.
Открывающая композиция альбома «One Day», в отличие от других синглов группы, является вокальной и грустной по звучанию, в ней участники группы поют о потерянном любимом человеке. Жанром второго трека «You Problem» представляется данс-поп в стиле 1980-х годов, в ней Monsta X поют о чувствах между двумя влюбленными людьми. В «Tied to Your Body» присутствует гитарные риффы, а в исполнении фальцвет. «Whispers In The Dark» вдохновлённый синти-попом, также отражает стиль 80-х годов с звучанием синтезаторов. «Blame Me» в начале строится на спокойных голосах Чангюна и Хёнвона, а далее припев переходит в «мощный» грув, также есть звучание электрогитары. В жанре EDM написана «Secrets», где участники группы поют о том, что не хотят знать секреты. «About Last Night» повествует о последствиях «пьяной ночи», в припеве присутствует «мощные» техно-биты. «Better» композиция в жанре диско-фанк. «Blow Your Mind» записан в стиле песен 2000-х годов. Последняя композиция «The Dreaming» грустная по звучанию, как и первая песня «One Day». Говоря о записи, участники группы называли её более лёгкой, благодаря имеющемуся опыту с прошлым англоязычным альбомом All About Luv.

## Концертные выступления

### «No Limit US Tour»
После выхода дебютного английского альбома All About Luv был объявлен тур по странам США и Канады, который должен был начаться в июне 2020 года, но он был отложен из-за пандемии COVID-19 на апрель-май 2021 года, по этой же причине тур был отложен на январь-февраль 2022 года, 20 января 2022 года тур был перенесен на лето 2022 года. В январе 2022 года были объявлены новые даты тура, который состоялся 21 мая в Нью-Йорке и должен закончился 11 июня 2022 года в Лос-Анджелесе.

## Восприятие
| Оценки критиков      | Оценки критиков |
| Источник             | Оценка          |
| -------------------- | --------------- |
| The Line of Best Fit | [ 22 ]          |
| NME                  | [ 17 ]          |
| musicOMH             | [ 21 ]          |
| Rolling Stone        | [ 18 ]          |

### Реакция критиков
Альбом получил в целом положительные отзывы критиков, на сайте-агрегаторе Metacritic альбом получил 71 балл из 100 баллов на основе 5 рецензий, что указывает на «в целом положительные отзывы».
София Саймон-Башалл, рецензент британского-интернет издания The Line of Best Fit, сказала, что «альбом представляет собой комбинацию как корейских релизов группы, так и первого англоязычного альбома All About Luv, с упором на привнесение их энергии и творчества в песни». София отметила, что «в целом, это разнообразный альбом, который демонстрирует новые стороны Monsta X, а также встречает идеи и чувства, которых с нетерпением ждут фанаты».
Бен Девлин из musicOMH сказал, что альбом это «имперское ядро своей музыки в реконтекстуализированной форме» рецензент отметил, что «группа демонстрирует универсальность, эмоции и стиль в своем втором англоязычном альбоме».
По мнению Руби С из New Musical Express — «группа показывает себя с разных сторон в своем втором звездном английском альбоме в стиле ретро», рецензент отмечает, что группа уделяет внимание синти-попу и диско и продолжает, говоря что «эти два жанра обычно не ассоциируются с Monsta X» критик отмечает, что Monsta X более известны своими «мощными мелодиями».
Тим Чан из Rolling Stone описывает альбом как «дань уважения культуре бойз-бэндов с гармониями в стиле девяностых, гладкими припевами и головокружительными битами» рецензент отмечает, что это «демонстрирует универсальность группы, смешивая синтезаторные биты и EDM с инди-попом, роком и даже следы нью-джек-свинга».

### Коммерческий успех
Альбом дебютировал в чарте Billboard 200 на 21 месте и находился в нём две недели подряд. Альбом также попал на третье место в чартах Top Current Album Sales, Independent Albums, Top Album Sales. В iTunes Worldwide альбом попал на 11-е место.

### Попадание в списки
| Критик/публикация | Список                            | Номинация      | Позиция    | Источник |
| ----------------- | --------------------------------- | -------------- | ---------- | -------- |
| Genius Korea      | «Любимые песни 2021 года»         | «The Dreaming» | Нет данных | [ 31 ]   |
| Teen Vogue        | «54 лучших K-pop песен 2021 года» | «One Day»      | Нет данных | [ 32 ]   |
| Teen Vogue        | «54 лучших K-pop песен 2021 года» | «You Problem»  | Нет данных | [ 32 ]   |

## Трек-лист
| №                   | Название               | Автор(ы)                                                                 | Продюсер(ы)                         | Длительность |
| ------------------- | ---------------------- | ------------------------------------------------------------------------ | ----------------------------------- | ------------ |
| 1.                  | «One Day»              | Chelsea Lena, Jake Davis, Samuel Anthony Klempner                        | Jake Davis, Samuel Anthony Klempner | 2:26         |
| 2.                  | «You Problem»          | David Stewart                                                            | David Stewart                       | 3:19         |
| 3.                  | «Tied to Your Body»    | John Ryan, Marco Borrero, Stephenie Jones, Teddy Geiger                  | Afterhrs, John Ryan, Teddy Geiger   | 2:09         |
| 4.                  | «Whispers in the Dark» | Benjamin Harrison, Colton Avery, Kane John Parfitt, ParfittMadi Yanofsky | KIN                                 | 3:40         |
| 5.                  | «Blame Me»             | Jake Davis, Joe Kearns, Pablo Bowman, Tom Mann                           | Jake Davis, Taylor Wilzbach         | 3:08         |
| 6.                  | «Secrets»              | Ben Berger, Iain James, Ryan McMahon, Ryan Rabin                         | Captain Cuts                        | 3:00         |
| 7.                  | «About Last Night»     | Brian Lee, Peter Nappi, Sean Kennedy, Upsahl                             | Brian Lee, Peter Nappi              | 2:33         |
| 8.                  | «Better»               | Colin Magalong, Keith Varon, Naomi Abergel                               | Keith Varon                         | 2:19         |
| 9.                  | «Blow Your Mind»       | Alex Tidebrin, kKris Eriksson, Lina Hansson                              | Kris Eriksson                       | 2:10         |
| 10.                 | «The Dreaming»         | Ben West, Laura Veltz, Nate Cyphert                                      | Ben West                            | 3:57         |
| Общая длительность: | Общая длительность:    | Общая длительность:                                                      | Общая длительность:                 | 28:41        |

## Чарты
| Чарты (2021—2022)                  | Высшая позиция |
| ---------------------------------- | -------------- |
| Belgian Albums (Ultratop Wallonia) | 187            |
| Canadian Albums (Billboard)        | 76             |
| French Albums (SNEP)               | 116            |
| German Albums (Offizielle Top 100) | 63             |
| Scottish Albums (OCC)              | 72             |
| Swiss Albums (Schweizer Hitparade) | 50             |
| UK Digital Albums (OCC)            | 64             |
| UK Independent Albums (OCC)        | 6              |
| US Billboard 200                   | 21             |
| US Independent Albums (Billboard)  | 3              |
| US Top Current Album Sales         | 3              |
| US Top Album Sales                 | 3              |
| iTunes Worldwide                   | 11             |